# Храбичов
Храбичов (слч. Hrabičov) насељено је мјесто са административним статусом сеоске општине (слч. obec) у округу Жарновица, у Банскобистричком крају, Словачка Република.

## Становништво
| Година:    | 1994. | 2004.   | 2014.   | 2024.   |
| ---------- | ----- | ------- | ------- | ------- |
| Број људи: | 617   | 619     | 589     | 548     |
| Разлика:   |       | +0,32 % | -4,84 % | -6,96 % |

| Година:    | 2023. | 2024.   |
| ---------- | ----- | ------- |
| Број људи: | 553   | 548     |
| Разлика:   |       | -0,90 % |

Према подацима о броју становника из 2011. године насеље је имало 589 становника.